# Birger jarl

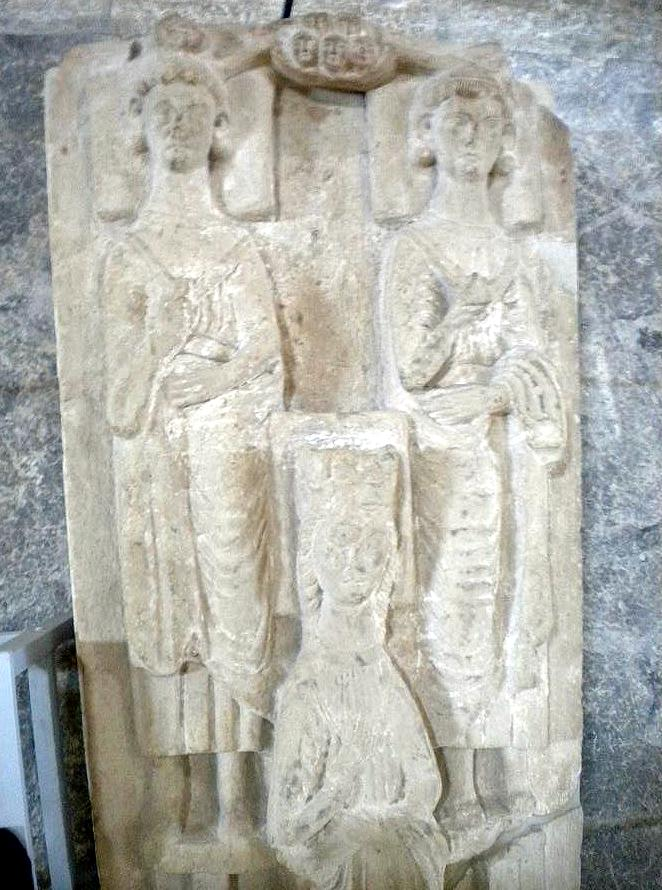
Płyta nagrobna Birgera oraz żony Matyldy i syna Eryka z kościoła w Varnhem

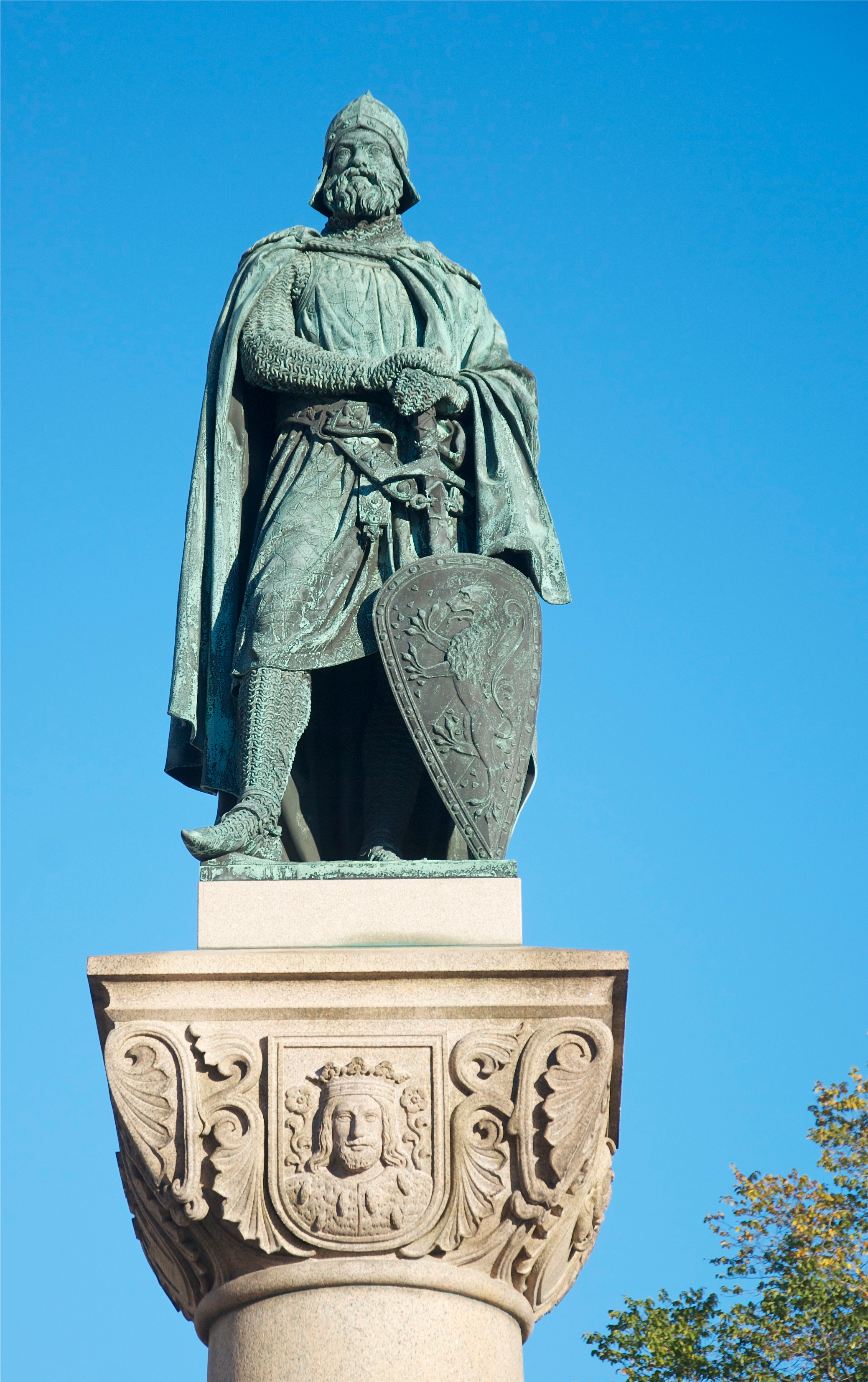
Pomnik Birgera w Sztokholmie

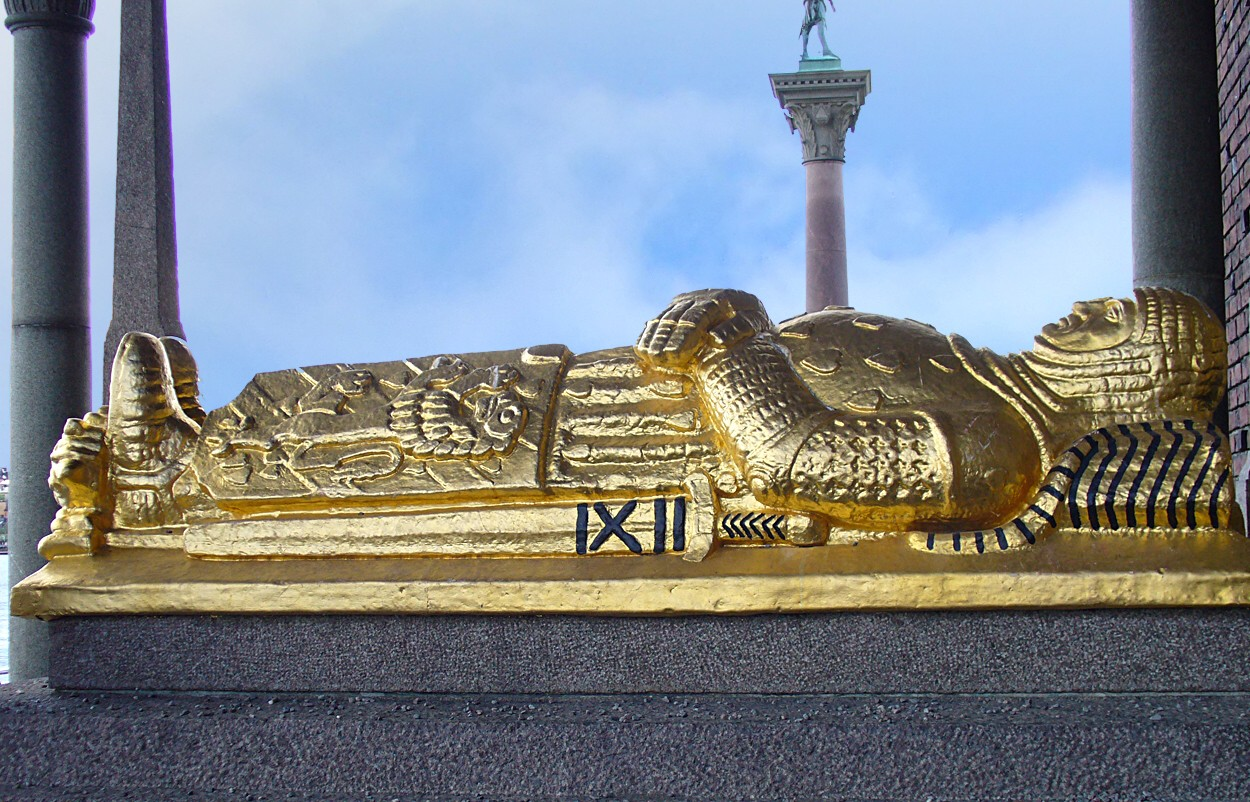
Cenotaf Birgera przy Ratuszu miejskim w Sztokholmie

Birger Magnusson, znany jako Birger jarl (ur. ok. 1210, zm. 21 października 1266) – możnowładca szwedzki, jarl od 1248, regent swego małoletniego syna króla Waldemara od 1250, prawdopodobnie założyciel Sztokholmu. Uznawany za najwybitniejszego męża stanu średniowiecznej Szwecji, twórcę skonsolidowanego królestwa Szwecji.

## Życiorys
Birger pochodził z potężnego rodu możnowładczego Folkungów. Jego ojcem był Magnus Minnesköld, a matką Ingrid Ylva, wnuczka króla Szwecji Swerkera I Starszego z rodu Swerkerydów. Wczesny okres jego życia nie jest znany, pojawia się w źródłach w otoczeniu króla Eryka XI po jego restauracji w 1234. W połowie lat 30. XIII w. poślubił Ingeborgę, siostrę króla Eryka XI. W kolejnych latach umacniał swoją pozycję i stał się najbardziej wpływową osobą na dworze szwagra, a w 1248 otrzymał od niego funkcję jarla.
Być może w tym okresie dowodził wyprawą przeciwko Nowogrodowi Wielkiemu, zakończoną porażką z wojskami Aleksandra Newskiego w bitwie nad Newą (1240), przy czym późna tradycja rosyjska wspomina, że dowodzący wojskami szwedzkimi podczas tej bitwy „król” został raniony w twarz przez samego Aleksandra Newskiego (temu zwycięstwu Aleksander zawdzięczał swój przydomek).
W 1248 król Eryk XI został upomniany przez legata papieskiego Wilhelma z Modeny z powodu nieprzestrzegania zasad wiary, co wykorzystał Birger, stając po stronie kościelnej. Ten wybór jeszcze bardziej umocnił jego pozycję wobec króla, przeciwko któremu wybuchła wówczas rebelia. Prawdopodobnie w 1249 wyprawił się z krucjatą przeciwko pogańskim Tawastom w Finlandii (stanowiącej domenę jarlów szwedzkich), ostatecznie zapewniając szwedzkie panowanie w tym kraju. Istnieją jednak przypuszczenia, że wyprawa ta mogła odbywać się wcześniej (nawet pod koniec lat 30., być może nawet bitwa nad Newą miała miejsce po tej wyprawie), szczególnie, że źródła wskazują też, że właśnie w 1249 Birger prowadził negocjacje z królem norweskim Haakonem IV Starym, co zmniejsza prawdopodobieństwo, by jeszcze w tym samym roku mógł on wyruszyć w drogę do Finlandii.
Być może właśnie podczas wyprawy Birgera do Finlandii (o ile faktycznie odbywała się ona w tym czasie) zmarł, nie pozostawiając syna, Eryk XI, a na nowego króla szwedzkiego wybrany został syn Birgera – Waldemar. W ten sposób ostatecznie zakończony został krwawy i długotrwały konflikt o szwedzką koronę, toczony od stu lat przez przedstawicieli dwóch rodów, Erykidów i Swerkerydów – młody Waldemar mógł wykazać się pochodzeniem od obu z nich (przez ojca od Swerkerydów, przez matkę od Erykidów). Sam Birger, wobec młodego wieku syna, został regentem Królestwa Szwecji i sprawował rządy w Szwecji aż do swej śmierci (mimo iż Waldemar w jej momencie nie był już dzieckiem). Można przypuszczać, że obok ambicji, jednym z czynników, które spowodowały działania Birgera w celu zapewnienia tronu synowi, była troska o swoje bezpieczeństwo – konkurentami do objęcia następstwa po Eryku XI byli m.in. synowie Knuta Lange, przeciwnicy Birgera. Skumulowanie władzy w rękach Birgera spotkało się z opozycją Knutssonów, wspartych przez innych możnych szwedzkich oraz miasta Hanzy, jednak Birger pokonał ich w 1251 w bitwie na moście Herrevads (konkurenci zostali zabici).
W okresie regencji Birger dokonał reformy i konsolidacji struktur państwowych Szwecji, redukując wpływy tingów i lokalnych możnych oraz wzmacniając władzę centralną. Mimo że dotąd król był ograniczony w swej działalności legislacyjnej przez thingi, wydał obowiązujące w całym kraju prawa (co samo w sobie było ewenementem, bowiem dotąd każda prowincja rządziła się swoimi prawami) zapewniające porządek wewnętrzny, m.in. zabraniające ataków na domy, kościoły oraz thingi, ograniczając w ten sposób obyczaj krwawej zemsty rodowej. Poprawił sytuację kobiet w społeczeństwie, z jednej strony chroniąc je przed uczynieniem z nich ofiar krwawych porachunków rodowych, z drugiej dając im udział w spadku po śmierci rodziców (w wysokości połowy udziału syna). Wykluczył też z postępowań sądowych praktykowane dotąd ordalia (próbę ognia czy żelaza). Zamienił istniejący dotąd obowiązek służby na statkach określonej liczby osób z poszczególnych rejonów królestwa na podatek, uniezależniając w ten sposób władcę w dużym stopniu od lokalnych możnowładców.
Dużą uwagę Birger przykładał do kwestii gospodarczych – jego celem było powiększenie dochodów korony, co chciał osiągnąć poprzez promowanie produkcji i handlu. Najprawdopodobniej to właśnie Birger założył ok. 1252 Sztokholm, późniejszą stolicę Szwecji – jego lokalizacja obok względów strategicznych miała też zapewnić rozwój miasta jako istotnego punktu handlowego. Birger zawarł m.in. porozumienia z głównymi miastami Hanzy (Lubeka w 1252, Hamburg w 1261), wcześniej występującymi zbrojnie przeciwko niemu, w których zwalniał pochodzących z tych miast kupców z wszelkich opłat. Zachęcał też osadników niemieckich do osiedlania się w szwedzkich miastach (przede wszystkim Sztokholmie), zastrzegając jednocześnie, że będą oni poddani jurysdykcji królewskiej. Bardzo szybko Sztokholm stał się jednym z największych miast Szwecji i głównym ośrodkiem handlowym królestwa. Obecność Niemców w szwedzkich miastach pozytywnie wpływała na rozwój cywilizacyjny kraju, stanowiła też znaczący impuls dla szwedzkiej gospodarki. Prawdopodobnie także Birger ściągał niemieckich fachowców do rozbudowy kopalni miedzi w Falun i żelaza w Norberg. Jednocześnie jednak Birger, próbując zapobiec niemieckiej dominacji w handlu, zawarł traktat handlowy z królem Anglii Henrykiem III Plantagenetem.
W polityce zagranicznej Birger zmierzał do zacieśnienia sojuszu Szwecji z Norwegią i Danią. Zakończył spory między Szwecją i tymi królestwami, wydał swoją najstarszą córkę Ryksę za następcę norweskiego tronu, Haakona Haakonssona Młodego (1251; układ z Norwegią, prawdopodobnie zawarty już w 1249, dał swoje owoce podczas buntu przeciwko Birgerowi w 1251, gdy król Norwegii odmówił pomocy buntownikom), a dla swego najstarszego syna króla Waldemara zapewnił małżeństwo z Zofią, córką króla duńskiego Eryka IV (1260; układ z Danią został zawarty w 1257, a już w 1254 Birger odmówił Norwegom pomocy w wojnie przeciw Danii). Co więcej, sam później ożenił się z Matyldą, wdową po innym duńskim królu Ablu.
Zabiegi Birgera o konsolidację i umocnienie Szwecji miały jednak jeden wyjątek: sam Birger wydzielił swoim trzem pozostałym synom (obok pierworodnego, Waldemara, króla) znaczne terytoria jako lenna. Po śmierci Birgera dało to młodszym braciom Waldemara zasoby niezbędne do pokonania Waldemara i stało się potem źródłem dalszych konfliktów.
Birger został pochowany wraz ze swoją drugą żoną w kościele opactwa Varnhem. Jako do najbardziej znaczącej postaci szwedzkiej państwowości w średniowieczu, odwoływała się do niego XIX-wieczna szwedzka tradycja państwowa. M.in. wystawiono jego pomnik w Sztokholmie, a także przygotowano w stolicy monumentalny grobowiec, gdzie jego szczątki miały być przeniesione. Współcześnie Birger został bohaterem powieści Jana Guillou Dziedzictwo rycerza Arna.

## Rodzina
Birger był dwukrotnie żonaty. Około 1238 ożenił się z Ingeborgą, córką króla Szwecji Eryka X. Ta zmarła w 1254, a Birger w 1261 ożenił się ponownie, tym razem z Matyldą, córką hrabiego Holsztynu Adolfa IV i wdową po królu Danii Ablu. Nie jest znana dokładna liczba dzieci, ze znanych można wymienić:
- dzieci z pierwszego małżeństwa:
  - Waldemara (zm. 1302), króla Szwecji, później księcia Gotalandii,
  - Magnusa (zm. 1290), księcia Sudermanii, a następnie króla Szwecji,
  - Eryka (zm. 1275), księcia Smalandii,
  - Ryksę (zm. 1288), żonę księcia norwerskiego Haakona Haakonsona, a następnie księcia Werle Henryka I,
  - Krystynę (zm. ?), żonę Sigge Guttrmssona,
  - Ingeborgę (zm. 1302), żonę księcia Saksonii-Lauenburg Jana I,
- dzieci z pierwszego lub drugiego małżeństwa:
  - Benedykta (zm. 1291), kanclerza swego brata króla Magnusa, księcia Finlandii i biskupa Linköping,
  - Katarzynę (zm. ?), żonę księcia Anhaltu-Zerbst Zygfryda I,
- nieślubnego syna Gregersa (zm. 1276)[12].